# Battle Lake, Alberta
Battle Lake är en sjö i Kanada.   Den ligger i provinsen Alberta, i den centrala delen av landet, 2 900 km väster om huvudstaden Ottawa. Battle Lake ligger 830 meter över havet. Arean är 4,6 kvadratkilometer. Den sträcker sig 3,9 kilometer i nord-sydlig riktning, och 6,5 kilometer i öst-västlig riktning.
Omgivningarna runt Battle Lake är en mosaik av jordbruksmark och naturlig växtlighet. Runt Battle Lake är det mycket glesbefolkat, med 3 invånare per kvadratkilometer.